# Paper Trail
Paper Trail − szósty solowy album rapera z Atlanty T.I., wydany 29 września 2008 roku przez wytwórnie Atlantic/Grand Hustle. Pierwszym singlem z płyty jest utwór "No Matter What".
Album zadebiutował na pierwszym miejscu notowania Billboard 200. Paper Trail szybko pokrył się platyną. Sprzedał się w ilości 2 290 000 egzemplarzy oraz zajął 8. miejsce w światowym rankingu najliczniej sprzedających się albumów roku 2008. Jest to pierwszy multiplatynowy album hip-hopowy od czasu The Documentary Game'a.
6 września 2008 singel "Whatever You Like" dokonał skoku z siedemdziesiątego pierwszego na pierwsze miejsce w rankingu Billboard Hot 100, ustanawiając tym samym nowy rekord.
Następny singel "Live Your Life" okazał się jeszcze bardziej sukcesywny, bijąc rekord poprzednika skokiem z setnego na pierwsze miejsce prestiżowej listy. "Live Your Life" okazał się najchętniej ściąganym z Internetu utworem. 
Na płycie wystąpili tacy artyści jak: Ludacris, B.o.B, Usher, Rihanna, Jay-Z, Lil Wayne, Kanye West, Justin Timberlake, John Legend, Swizz Beatz. Produkcją albumu zajęli się: DJ Toomp, Drumma Boy, Just Blaze.
Album został nominowany do Best Rap Album podczas 2009 Grammy Awards. Reedycja krążka zatytułowana Paper Trail: Case Closed wydana została 18 sierpnia 2009.

## Lista utworów
1. "56 Bars (Intro)"
2. "I'm Illy"
3. "Ready for Whatever"
4. "On Top of the World" (feat. Ludacris & B.o.B)
5. "Live Your Life" (feat. Rihanna)
6. "Whatever You Like"
7. "No Matter What"
8. "My Life Your Entertainment" (feat. Usher)
9. "Porn Star"
10. "Swing Ya Rag" (feat. Swizz Beatz)
11. "What Up, What's Haapnin'"
12. "Every Chance I Get"
13. "Swagga Like Us" (feat. Jay-Z, Kanye West & Lil Wayne)
14. "Slide Show" (feat. John Legend)
15. "You Ain't Missing' Nothing"
16. "Dead and Gone" (feat. Justin Timberlake)

### Reedycja
1. "Live Your Life" (feat. Rihanna)
2. "Dead and Gone" (feat. Justin Timberlake)
3. "Whatever You Like"
4. "Remember Me" (feat. Mary J. Blige)
5. "Hell of a Life"

## Single
- "Whatever You Like" (2008)
- "Swagga Like Us" (wraz z Jay-Z featuring Kanye West & Lil Wayne) (2008)
- "Live Your Life" (featuring Rihanna) (2008)
- "Dead and Gone" (feat. Justin Timberlake) (2009)
- "Remember Me" (feat. Mary J. Blige) (2009)

## Teledyski
- "No Matter What"
- "Whatever You Like"
- "What Up, What's Haapnin"
- "Live Your Life"
- "Dead and Gone"